# Mexico (Indiana)
Pour les articles homonymes, voir Mexico (homonymie).
Mexico est une census-designated place située dans le comté de Miami, dans l’État de l'Indiana, aux États-Unis. Lors du recensement de 2020, elle compte 915 habitants.